# Elmer Austin Benson

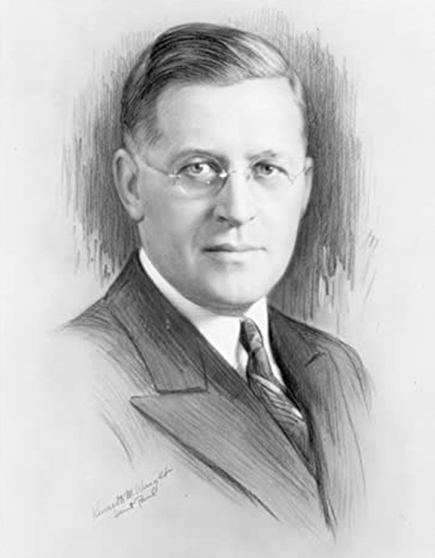
Elmer Austin Benson

Elmer Austin Benson (* 22. September 1895 in Appleton, Swift County, Minnesota; † 13. März 1985 ebenda) war ein US-amerikanischer Politiker und von 1937 bis 1939 Gouverneur des Bundesstaates Minnesota. Außerdem vertrat er seinen Staat von 1935 bis 1936 im US-Senat.

## Frühe Jahre und Aufstieg
Elmer Benson besuchte die öffentlichen Schulen seiner Heimat und studierte dann bis 1918 Jura. Allerdings hat er später nie den Beruf eines Juristen ausgeübt. Danach nahm er als Soldat der US-Armee am Ersten Weltkrieg teil. Nach dem Krieg begann Benson im Bankgewerbe und in der Bekleidungsindustrie zu arbeiten. Benson wurde Mitglied der Farmer-Labor Party, einer Partei, die zwischen 1918 und 1944 vor allem in Minnesota tätig war und in dieser Zeit drei Gouverneure, vier US-Senatoren und acht Abgeordnete im US-Repräsentantenhaus stellte. Im Jahr 1944 fusionierte die Partei mit den Demokraten und nennt sich seither Democratic-Farmer-Labor Party.
Benson war ein enger Verbündeter von Gouverneur Floyd B. Olson, der ebenfalls Mitglied dieser Partei war und ihn 1933 zum Sicherheitsbeauftragten des Staates Minnesota ernannte. Zwischen 1933 und 1935 war Benson dann auch noch Beauftragter zur Kontrolle der Banken (Bank Commissioner). Nach dem Tod von Thomas David Schall wurde Benson von Gouverneur Olson zu dessen Nachfolger als US-Senator ernannt. Dieses Mandat im Kongress übte Benson zwischen dem 27. Dezember 1935 und dem 3. November 1936 aus. Dann trat Guy Victor Howard seine Nachfolge an.

## Gouverneur von Minnesota
Nach dem Tod seines Mentors Olson im Jahr 1936 und einer kurzen Zwischenregierung von dessen Vizegouverneur Hjalmar Petersen wurde Benson am 3. November 1936 mit überwältigender Mehrheit zum neuen Gouverneur von Minnesota gewählt. Dieses Amt übte er zwischen dem 2. Januar 1937 und dem 4. Januar 1939 aus. In seiner Amtszeit wurden auf Bezirksebene Wohlfahrtsausschüsse gegründet. Einige Sozialversicherungsgesetze wurden reformiert und die Steuer auf Eigenheime wurde abgeschafft. Bei den Wahlen des Jahres 1938 unterlag Benson mit klarer Mehrheit. Diese Wahl markierte auch den Beginn des Niedergangs seiner Partei.

## Weiterer Lebenslauf
In den Jahren 1940 und 1942 bewarb sich Benson jeweils erfolglos um eine Rückkehr in den US-Senat. 1948 schloss sich Benson der kurzlebigen Progressive Party an. Er unterstützte den erfolglosen Präsidentschaftswahlkampf von Henry Wallace, der für diese Partei angetreten war. Danach zog er sich, auch aus gesundheitlichen Gründen, aus der Politik zurück und widmete sich seinen privaten Interessen, zu denen vor allem die Landwirtschaft gehörte. Elmer Benson starb im März 1985. Mit seiner Frau Frances Miller hatte er zwei Kinder.